# エウテュプローンのジレンマ
エウテュプローンのジレンマは、古代ギリシアの哲学者プラトンの著書「エウテュプローン」（古希: Εὐθύφρων）の中でソクラテスがエウテュプローンに語る問題である。

## 問題
「善とは何か？」という問いの答えとして「神の望むことである」が候補の一つに考えうる。このとき神が望むから善なのか善であるから神が望むのかという先後の関係が問題になる。
前者（神→善）である場合、
- 善の理由として「神がそう決めたことだから」と答えざるを得なくなり善、道徳には根拠がないことになる。
- 「神は善である」という文が当然すぎて無意味になる。法律を全ていかようにも決めることができる人が自分の行為を違法にして逮捕してもらうようなことはしないように、善を決めるのが神であれば神自身が悪と規定されるように善を決めることはない。
- 善を「神が望むこと」とすると悪は「神の望まないこと」であるといえる。どんな罪悪でも神が望まないことに変わりはないので究極的には罪に軽重の差がないことになるのではないか？

という問題が生じる。後者（善→神）の場合、善が神とは独立した存在であることになり、キリスト教にあるように「神＝森羅万象の創造者」と仮定すると矛盾が生じる。

## 解答

### 本性説
トマス・アクィナスにはじまるキリスト教学家の唱える説。神は善を望む、しかし善は神の本性（根本的な性質）であり神自身が善であって神の外に善が別に存在しているのではない、神＝善であるので恣意によって悪を望む（善が悪を望む）ことはない、というもの。

### 必然と可能説
リチャード・スウィンバーン（Richard Swinburne）の唱える説。善には「可能」と「必然」の二種類があり神はいかようにも善が異なる世界を創造することができるが（可能）、一方でどのような世界でも存在する普遍的な善（必然）も存在するというものである。

### 善の二様説
アダムズ（R.M.Adams）が唱える説。善には素朴に考える善と「神がそう命ずる」という意味の善の二種類があり、神は悪意を持たないので実際には両者が合一するが神がどのようなことを善と命ずるかは神の意思によるので前者の善と後者の善を違えること（神が悪を命ずること）もありうるというものである。